# مهاجرت عمودی روزانه

مهاجرت روزانه زندگی دریایی بین پهنه دوتاریکی و سطح اقیانوس – پویانمایی توسط ناسا

مهاجرت عمودی روزانه (به انگلیسی: Diel vertical migration) که به عنوان مهاجرت عمودی شبانه‌روزی یا مهاجرت عمودی دوره‌ای نیز شناخته می‌شود، الگوی حرکتی است که توسط برخی جانداران مانند پاروپایان کوچک، زندگی در اقیانوسها و دریاچه‌ها استفاده می‌شود. کلمه Diel از کلمه لاتین dies day گرفته شده‌است و به معنای یک دوره ۲۴ ساعته است. مهاجرت زمانی رخ می‌دهد که جانداران در شب به بالاترین لایه دریا حرکت می‌کنند و در طول روز به پایین منطقه نور روز اقیانوس‌ها یا به لایه متراکم و پایین دریاچه‌ها بازمی‌گردند. برای عملکرد شبکه‌های غذایی در اعماق دریا و جذب بیولوژیک کربن مهم است.